# Dualisme et monisme en droit international
Ne doit pas être confondu avec Monisme et dualisme dans le régime parlementaire.
Le débat sur le dualisme et le monisme en droit international est persistant et oppose deux conceptions antagonistes du rapport entre les ordres juridiques nationaux et l'ordre international : le dualisme tend à affirmer que les normes du droit international n'acquièrent de force juridique qu'en étant réceptionnées en droit interne, tandis que le monisme tend à affirmer que le droit international prévaut de façon immédiate en droit interne.
Certains États tendent à favoriser l'une ou l'autre des doctrines. Le dualisme est par exemple préféré au Royaume-Uni, au Canada, en Allemagne ou encore en Italie, où les traités internationaux signés et ratifiés doivent être formellement repris par une loi interne (principe de la souveraineté parlementaire) et ont donc l'autorité de la loi qui les a intégrés dans l'ordre juridique interne. À l'inverse, en France, les traités sont applicables dès leur ratification : ils ont une position spécifique, qui est en l'occurrence supérieure aux lois internes. Cette position moniste est également adoptée aux Pays-Bas, en Suisse ou au Luxembourg. Les États-Unis ont un système mixte, selon que les traités soient ou non considérés comme étant d'application directe par les tribunaux ; dans tous les cas, les traités n'y sont pas applicables s'ils entrent en conflit avec une loi fédérale postérieure.
Au niveau des rapports entre droit communautaire et droit interne, la Cour de justice des communautés européennes (CJCE) a adopté une position moniste avec l'arrêt Costa contre ENEL de 1964.

## Monisme et dualisme
Bien que l'usage de ces termes soit complexe et équivoque, on peut dire, d'une façon générale, que le dualisme tend à considérer le droit international et le droit interne comme des ordres juridiques distincts, le droit interne devant déterminer à quelles conditions les règles internationales sont transposées en droit interne. La séparation est possible parce que le droit international public a pour sujet les États et les organisations internationales, tandis que le droit interne concerne les personnes physiques et morales (entreprises, etc.).
À un sens plus technique, on peut dire qu'un système est dualiste lorsqu'il n'admet la validité d'une règle du droit international qu'à la condition expresse qu'elle ait été transposée. Selon cette optique, soit le droit international devient du droit national (par transposition), soit il n'existe pas. Une telle position a par exemple été défendue par Lord Atkin (en) (1867-1944) , Heinrich Triepel (1866-1946) et Dionisio Anzilotti (1867-1950).
La conception inverse a été défendue, par exemple, par Hans Kelsen (1881-1973), s'appuyant sur la conception de la hiérarchie des normes, Georges Scelle (1878-1961) ou, plus récemment, Pieter Kooijmans, magistrat à la Cour internationale de justice de 1997 à 2006. Elle affirme que les règles du droit international, tout comme du droit interne, s'appliquent aux juridictions nationales et par conséquent aux justiciables. La transposition n'est alors pas considérée comme condition nécessaire de la validité du droit international, un magistrat pouvant écarter une norme nationale si elle contredit une norme internationale ratifiée par l'État en question. Le monisme distingue néanmoins, en général, entre les traités et les règles impératives du jus cogens.

## Les questions d'interprétation
Une conception dualiste tendrait à favoriser une certaine marge nationale d'interprétation au souverain (pouvoir exécutif et législatif). Au contraire, une conception moniste tendrait à favoriser une marge d'interprétation laissée à la discrétion du juge. Ainsi, si un juge d'un « État moniste » effectue une interprétation « erronée » (ou considérée comme telle) du droit international, le droit interne contredira le droit international tout autant que si le législateur d'un « État dualiste » s'était abstenu de transposer la norme. Le dualisme peut ainsi être défendu en mettant en avant l'ignorance relative des règles du droit international par les juges nationaux.
Ces distinctions sont cependant assez relatives: on peut en effet arguer, dans une perspective réaliste (opposée au légicentrisme), que de toute façon la marge d'interprétation laissée au juge dans les deux cas est la même, c'est-à-dire maximale.
Par ailleurs, en vertu du principe lex posterior derogat legi priori, dans un régime dualiste, si une loi ultérieure venait à contredire la loi ayant transposé des règles internationales (donc « nationalisées »), celle-ci deviendrait nulle. Un tel régime requiert donc un contrôle pointilleux des nouvelles lois afin de vérifier leur conformité aux lois antérieures.

## Dualisme et monisme au regard du cosmopolitisme
Il n'est pas impossible de lier ces choix théoriques semblant relever exclusivement d'options méthodologiques à des convictions politiques plus profondes, par exemple en spéculant sur la nature du lien entre une position dualiste et une conception pluraliste du système international qui ne croirait guère à la possibilité d'édifier une communauté mondiale homogène, tandis qu'au contraire le monisme pourrait se rapprocher davantage d'une conception cosmopolitique.

## Application par pays

### Canada
En droit canadien, le dualisme est la règle en matière de droit international des traités, tandis que le monisme avec prépondérance du droit interne est la règle pour le droit international coutumier. Concrètement, cela signifie que le juge canadien va refuser de donner effet en droit interne à un traité qui n'a pas fait l'objet d'une loi de mise en œuvre. Il faut une loi de mise en œuvre pour que le traité international soit applicable, sauf s'il s'agit d'un traité n'ayant absolument aucun effet en droit interne comme un traité d'entraide internationale par exemple. Quant au droit international coutumier, il est automatiquement disponible au juge canadien, il n'a pas besoin de faire l'objet d'une loi de mise en œuvre, car en vertu de la thèse volontariste, le droit coutumier est accepté implicitement par la pratique des États et par l'opinio juris. Cela dit, bien qu'il soit automatiquement disponible conformément au monisme, le droit international coutumier n'est pas automatiquement applicable en droit canadien, car en cas de conflit entre le droit interne et le droit international, le juge canadien doit appliquer le droit interne.

### Suisse
La Suisse adopte traditionnellement une position moniste,, et est considéré par Astrid Epiney comme partie intégrante du principe de légalité en Suisse. Toutefois, la Constitution fédérale suisse ne s'exprime pas sur la relation entre le droit interne et le droit international.
D'autres auteurs se montrent plus critiques et affirment que l'approche suisse est à la limite du dualisme.
Une certaine difficulté d'application se manifeste en 1973 avec le début de la jurisprudence Schubert. Néanmoins, le Tribunal fédéral a tranché qu'en cas de conflit irréductible entre une norme constitutionnelle ou une loi fédérale et la CEDH, celle-ci prime toujours les dispositions de droit interne (ATF 139 I 16 et 149 I 41).